# Faithless
Faithless – brytyjska grupa muzyczna grająca muzykę z pogranicza techno i elektroniki.
W pierwszym składzie zespołu byli: Maxi Jazz, Sister Bliss, Jamie Catto i Rollo Armstrong. Jamie Catto opuścił zespół po wydaniu drugiego albumu. Do wydanego w 2004 albumu No Roots dołączył L.S.K.
W 2011 roku zespół został rozwiązany, jednak po przerwie wrócił do koncertowej działalności. W 2015 roku zespół wydał składankę Faithless 2.0, na której znalazły się remiksy autorstwa takich twórców, jak Avicii, Armin van Buuren, Tiësto, Above & Beyond, Eric Prydz, Axwell czy Purple Disco Machine. W 2020 roku zespół wydał swój siódmy album studyjny All Blessed. Był to pierwszy album bez Maxiego Jazza, który opuścił zespół w 2016 roku, a 23 grudnia 2022 roku zmarł.

## Dyskografia

### Albumy
- Reverence (8 kwietnia 1996)
- Reverence / Irreverence (listopad 1996)
- Sunday 8PM (28 września 1998)
- Sunday 8PM / Saturday 3AM (25 października 1999)
- Outrospective (18 czerwca 2001)
- Outrospective / Reperspective (27 sierpnia 2002)
- No Roots (7 czerwca 2004)
- Everything Will Be Alright Tomorrow (30 sierpnia 2004)
- To All New Arrivals (27 listopada 2006)
- The Dance (16 maja 2010)
- Faithless 2.0 (9 października 2015)
- All Blessed (23 października 2020)

### Kompilacje
- Back to Mine (16 października 2002)
- The Bedroom Sessions (sierpień 2001)
- Forever Faithless – The Greatest Hits (16 maja 2005)
- Renaissance 3D (10 lipca 2006)

### Single
- „We Come 1” (2001)

## Wideografia
- Live at The Melkweg Amsterdam (2001)
- Forever Faithless – The Greatest Hits (16 maja 2005)
- Live at Alexandra Palace (październik 2005)